# TE-90
El TE-90 (Tren Eléctrico 1990) es el segundo modelo de tren que opera en el Tren ligero de la Ciudad de México, fabricado por Bombardier, su filial en México (antes Concarril) y Siemens.

## Historia
Ante las ineficiencias de los Trenes Ligeros fabricados a base de tranvías PCC, se introdujo este modelo en el sistema de tren ligero. En total, fueron entregadas doce unidades de este modelo.
Las unidades entregadas contaban con los adelantos tecnológicos más avanzados, que permiten registrar información para el diagnóstico y mantenimiento oportuno de la línea de tren ligero, lo que lo hace más seguro.
En 1995, 2008 y 2014 y  se le unieron a estos trenes, 4 TE-95, 4 TE-06 y 4 TE-12 respectivamente. Actualmente, estos trenes siguen en circulación.